# حكومة رجب طيب أردوغان الثانية
حكومة رجب طيب أردوغان الثانية أو حكومة الجمهورية التركية الـ60 (بالتركية:Türkiye Cumhuriyeti 60. Hükûmeti) وهي الحكومة المعينة من تاريخ 29 أغسطس 2007 إلى 6 يوليو 2011.
في 22 يوليو 2007 تشكلّت الحكومة بعد الانتخابات العامة المبكرة. تمت الموافقة على الحكومة من قبل عبد الله غول في 29 أغسطس 2007، وتتألف الحكومة من الوزراء في القائمة أدناه، وكذلك رئيس الوزراء رجب طيب أردوغان. في 1 مايو 2009، تم إجراء تغيير جزئي في الحكومة.

## قائمة الحكومة
| رئيس الوزراء                                                                     | رجب طيب أردوغان    | 29 أغسطس 2007 | 6 يونيو 2011 |
| نائب رئيس الوزراء، وزير دولة، مسؤولة عن التنسيق بين الوزارات وحقوق الإنسان وقبرص | جميل جيجك          | 29 أغسطس 2007 | 6 يونيو 2011 |
| نائب رئيس الوزراء، وزير دولة، المسؤول عن الاقتصاد والبنوك والخزينة               | ناظم إيكرن         | 29 أغسطس 2007 | 1 مايو 2009  |
| نائب رئيس الوزراء، وزير دولة، المسؤول عن الاقتصاد والبنوك والخزينة               | علي باباجان        | 1 مايو 2009   | 6 يونيو 2011 |
| نائب رئيس الوزراء، وزير دولة، الأوقاف وسلسلة قنوات التلفزيونية الحكومية          | حياتي يازجي        | 29 أغسطس 2007 | 1 مايو 2009  |
| نائب رئيس الوزراء، وزير دولة، الأوقاف وسلسلة قنوات التلفزيونية الحكومية          | بولنت ارينج        | 1 مايو 2009   | 6 يونيو 2011 |
| وزراء الدولة                                                                     |                    |               |              |
| وزير الدولة، مشروع تحالف الحضارات بالمعلومات والتكنولوجيا                        | محمد آيدن          | 29 أغسطس 2007 | 6 يونيو 2011 |
| وزير دولة، مشروع جنوب شوق الأناضول                                               | جودت يلماز         | 1 مايو 2009   | 6 يونيو 2011 |
| وزير دولة، الاتحاد الأوربي                                                       | إغيمين باغش        | 8 يناير 2009  | 6 يونيو 2011 |
| وزير الدولة، الجمارك، اسطنبول 2010 والمساعدة الاجتماعية                          | حياتي يازجي        | 1 مايو 2009   | 6 يونيو 2011 |
| وزير الدولة، التعاقدات الخارجية والتجارة الخارجية                                | كورشاد توزمان      | 29 أغسطس 2007 | 1 مايو 2009  |
| وزير الدولة، التعاقدات الخارجية والتجارة الخارجية                                | محمد ظافر شاغليان  | 1 مايو 2009   | 6 يونيو 2011 |
| وزير دولة، المرأة والعائلة                                                       | نعمت باش           | 29 أغسطس 2007 | 1 مايو 2009  |
| وزير دولة، المرأة والعائلة                                                       | سلمى عليا كاواف    | 1 مايو 2009   | 6 يونيو 2011 |
| وزير دولة، الشؤون الدينية والعالم التركي                                         | مصطفى يازجي أوغلو  | 29 أغسطس 2007 | 1 مايو 2009  |
| وزير دولة، الشؤون الدينية والعالم التركي                                         | فاروق جيليك        | 1 مايو 2009   | 6 يونيو 2011 |
| وزير دولة، الشباب والرياضة                                                       | مراد باشيسكي أوغلو | 29 أغسطس 2007 | 1 مايو 2009  |
| وزير دولة، الشباب والرياضة                                                       | فاروق أوزاك        | 1 مايو 2009   | 6 يونيو 2011 |
| الوزراء                                                                          |                    |               |              |
| وزير العدل                                                                       | محمد علي شاهن      | 29 أغسطس 2007 | 1 مايو 2009  |
| وزير العدل                                                                       | سعد الله إرغين     | 1 مايو 2009   | 8 مارس 2011  |
| وزير العدل                                                                       | أحمد قهرمان        | 8 مارس 2011   | 6 يونيو 2011 |
| وزير الأشغال العامة والتسوية                                                     | فاروق أوزاك        | 29 أغسطس 2007 | 1 مايو 2009  |
| وزير الأشغال العامة والتسوية                                                     | مصطفى دمير         | 1 مايو 2009   | 6 يونيو 2011 |
| وزير العمل والضمان الاجتماعي                                                     | فاروق جيليك        | 29 أغسطس 2007 | 1 مايو 2009  |
| وزير العمل والضمان الاجتماعي                                                     | عمر دينجير         | 1 مايو 2009   | 6 يونيو 2011 |
| وزير الغابات والمياه                                                             | فيصل إيروغلو       | 29 أغسطس 2007 | 6 يونيو 2011 |
| وزير الشؤون الخارجية                                                             | علي باباجان        | 29 أغسطس 2007 | 1 مايو 2009  |
| وزير الشؤون الخارجية                                                             | أحمد داوود أوغلو   | 1 مايو 2009   | 6 يونيو 2011 |
| وزير الطاقة والموارد الطبيعية                                                    | حليم غولر          | 29 أغسطس 2007 | 1 مايو 2009  |
| وزير الطاقة والموارد الطبيعية                                                    | تنر يلدز           | 1 مايو 2009   | 6 يونيو 2011 |
| وزير الشؤون الداخلية                                                             | بشير اتالاي        | 29 أغسطس 2007 | 8 مارس 2011  |
| وزير الشؤون الداخلية                                                             | أوصمان غونيش       | 8 مارس 2011   | 6 يونيو 2011 |
| وزير الثقافة والسياحة                                                            | أرطغل غوناي        | 29 أغسطس 2007 | 6 يونيو 2011 |
| وزير المالية                                                                     | كمال اوناكتان      | 29 أغسطس 2007 | 1 مايو 2009  |
| وزير المالية                                                                     | محمد شيمشك         | 1 مايو 2009   | 6 يونيو 2011 |
| وزير التربية الوطنية                                                             | حسين جيليك         | 29 أغسطس 2007 | 1 مايو 2009  |
| وزير التربية الوطنية                                                             | نعمت باس           | 1 مايو 2009   | 6 يونيو 2011 |
| وزير الدفاع الوطني                                                               | محمد وجدي غونل     | 29 أغسطس 2007 | 6 يونيو 2011 |
| وزير الصحة                                                                       | رجب أكداغ          | 29 أغسطس 2007 | 6 يونيو 2011 |
| وزير الصناعة والتجارة                                                            | محمد ظافر شاغليان  | 29 أغسطس 2007 | 1 مايو 2009  |
| وزير الصناعة والتجارة                                                            | نهاد إرغون         | 1 مايو 2009   | 6 يونيو 2011 |
| وزير الزراعة والشؤون الريفية                                                     | محمد اكير          | 29 أغسطس 2007 | 6 يونيو 2011 |
| وزير النقل                                                                       | بن علي يلدرم       | 29 أغسطس 2007 | 8 مارس 2011  |
| وزير النقل                                                                       | حبيب صولوك         | 8 مارس 2011   | 6 يونيو 2011 |